# Kreodanthus ovatilabius
Kreodanthus ovatilabius là một loài thực vật có hoa trong họ Lan. Loài này được (Ames & Correll) Garay mô tả khoa học đầu tiên năm 1977.